# 日吉村 (岐阜県養老郡)
日吉村（ひよしむら）は、かつて岐阜県養老郡に存在した村である。
現在の養老郡養老町の北西部に該当し、牧田川沿いの村である。

## 歴史
- 江戸時代末期、この地域は美濃国多芸郡であり、大垣藩領であった。
- 1889年（明治22年）7月1日 - 宇田村、橋爪村、中村、豊村、安久村が合併し発足。
- 1897年（明治30年）4月1日[1] - 郡制に基づき多芸郡の一部と上石津郡が合併し、養老郡となる。
- 1954年（昭和29年）11月3日 - 高田町、養老村、広幡村、上多度村、池辺村、笠郷村、小畑村、多芸村、合原村の一部と合併し養老町が発足。同日日吉村廃止。

## 小字
- 大字宇田
  - 用水･関海道･柿之木･本堂･堀之内･六段田･宮西･郷勺･鷺打･色目･清水･鏡池
- 大字橋爪
  - 岡ヶ鼻･色目･大畔･宮之下･山田･村下･村内･岡山･桑之木原･天待･池田･三ッ圦･神明下･西川原･新宮野･南川原･北河原
- 大字中
  - 川南･下戸･三段田･神明下･北川原
- 大字豊
  - 柿ノ木･石名田･川原砂畑･蛭田･清水･川向
- 大字安久
  - 村内･研屋･飛鳥井･宮ノ越･五堂･尼ヶ池･本堂･鏡鋳

## 学校
- 日吉村立日吉小学校（現・養老町立日吉小学校）

## 史跡
- 象鼻山古墳群